# SCOグループ
株式会社SCOグループは、東京都千代田区に所在する、日本の決済代行・リース・保険会社。歯科医院向け決済代行サービスを中心とする。

## 概要
2013年に「株式会社スマートチェックアウト」として創業。2017年に現社長の玉井雄介が全株式を取得。社員数は2024年2月現在で50名ほどとなっている。
歯科医院向け決済サービス「Pay Light」を主軸として事業を展開している。全国の歯科医院約7万件のうちクレジットカード決済を導入している医院は30000 医院ほどと言われているが、「Pay Light」は2024年現在ではそのうち35%強の10000を超える歯科医院に導入されている。歯科向け決済サービスの中ではトップシェアを誇る。

## 主なサービス・ブランド

### Pay Light
受付での支払いを簡易化する決済サービス。歯科業界で初めて1.5％の料率を打ち出し現在では最安の1.25%という手数料最安値を実現したことで業界トップのシェア率を獲得。医院側でも管理が簡単で5大ブランドすべてのカード決済ができる点が受けている。

### Pay Light Plus
手軽にスマートフォン上で予約を行えるプラットフォーム。患者が歯科医院に着いたら予約したユニットに行って治療を受け、その場ですぐに決済できる。そのため、治療後の会計が不要になる。クレジットカード払いだけでなく、デンタルローンにも対応。銀行口座引き落としや月々定額払いにも順次対応中。

### Pay Light リース
歯科医院専用の債務履行保証付レンタルサービス。スマートチェックアウトが機器を購入してリース契約で歯科医院に提供するため、歯科医師は医院立ち上げ時の高額な初期コストを抑えられる。
歯科医院のクレジットカード加盟店を7000院以上と契約してきた経験に基づいて、歯科業界における知見を保有して的確な提案と審査を可能にしている。
また、クレジットカードによる加盟店審査機能システムを活用することで、最速1時間という素早い審査を実現。審査通過率が大手金融機関と比較して高い。
セル＆リースバック契約により所有物件を流動化することができる。手元資金を確保してキャッシュフローの改善が可能。経営の健全化を図ることができる。現在はiromas checkの導入が対象になっているが、スキャナーやレントゲン等の取り扱いも開始された。

### ペイたんコール
2024年1月29日にリリースされた、歯科医院の負担となっている電話受付業務を24時間365日AIによる音声自動対話により対応するサービス。一次受付業務を100％対応できるだけでなく、患者からの電話に対してAIが事前ヒアリングし、予約リクエストや治療ニーズなどの電話内容を文字起こし、患者ページへ自動記録を行う。
これによって診療時間外や昼休憩中も受電が可能になるため予約の取りこぼしを無くし医院の売上UPに寄与。また、患者の「予約時に電話が繋がらない」といったストレスも軽減する。
クレームなどの急を要する患者の対応はAIから人にバトンタッチし、スムーズに連携することが可能。
また初期費用は不要で設置が完了した日から使用することができる。

### Iromas
電子カルテやレセコン、予約システムと連携させて歯科医院がしていた入力業務を一元管理する。受付時のやりとりが自動化されるため、スムーズな窓口対応を実現している。Pay Lightが内蔵されているため、現金、カード、QR決済に対応しているため、患者に支払い方法の選択肢を提供できる。

### Rabbit
「リンク式・API決済」（システム開発の負荷をかけない簡単決済）、「ワンショット決済」（発生する都度の決済）「サイクル決済」（サブスクリプション等の定期決済）「クイック決済」（決済画面のデザインを自由にカスタマイズできる）の4パターンの決済画面にリンクする接続方式で構成されている。

### HAKARAメンテナンスクリニック 博多院
2023年11月1日に福岡県博多区にオープンした予防歯科に重点を置いた歯科医院。スマートチェックアウトのグループ企業である一般社団法人デンタルリノベーションが運営している。
「予防診療」と「治療に専念できる環境」を体現した歯科クリニックであり、特に歯科衛生士が主役になるような歯科医院となっている。そのため歯科衛生士が「治療に専念できる環境」として、スウェーデンのような歯科先進国と同様に歯科衛生士に専用の診療室やチェアを割り当て、器具やユニホームまで歯科衛生士の使いやすいもの、好みのものを選ぶことによって質の高いサポートを提供できるようにしている。

## 沿革
- 2013年（平成25年）
  - 3月 - クレジットカード決済情報処理事業会社として設立
- 2017年（平成29年）
  - 7月 - 医療(歯科)費支払いソリューション事業スタート
  - 8月 - 代表取締役に玉井雄介が就任
- 2018年（平成30年）
  - 3月 - 歯科メンテナンス診療導入支援会社設立 株式会社dot2dot
- 2019年（令和1年）
  - 1月 - 本社を千代田区大手町2-2-1に移転
  - 3月 - PCIDSS VERSION 3.2.1 認定
  - 4月 - 治療費支払いソリューション事業会社の株式会社Medie（現・株式会社iromas）を設立
- 2020年（令和2年）
  - 4月 - 本社を千代田区大手町1-6-1に移転
  - 7月 - 歯科医院向けカード決済「Pay Light」スタート
  - 11月 - 歯科医院向け歯科診療サブスク「Medie Cup」をスタート
- 2021年（令和3年）
  - 7月 - グループ会社の株式会社iromas（旧株式会社Medie）の社名変更および代表者変更
  - 8月 - 指定信用情報機関である日本信用情報機構（JICC）に加盟
  - 11月 - 歯科医院向けリース/レンタルサービス「Pay Light RS」をスタート[6]
- 2022年（令和4年）
  - 2月 - 歯科医院向けマルチペイメントサービス「Pay Light＋」をスタート
- 2024年（令和6年）
  - 4月1日 - 社名を「株式会社SCOグループ」に変更[10]
- 2025年（令和7年）
  - 7月19日 - 映画監督・俳優の北野武（ビートたけし）を起用したテレビCMが放送を開始[11]。

## スポンサー展開
モンテディオ山形（Jリーグ）
2021年10月にユニフォームスポンサー契約を締結。ホームゲーム、東京ヴェルディ戦にて『予防歯科イベントsupported by Pay Light」を開催した。また、スポーツマウスガードを提供した。選手の口腔外傷の恐怖心が減り、相手選手との接触で果敢に戦えるという心理的効果があるとしている。日本一歯のきれいなサッカーチームを目指しているという。
2024年1月31日に、モンテディオ山形の株式の15%をアビームコンサルティングより譲渡を受ける株式譲渡契約を締結し、モンテディオ山形に資本参加することとなったことが発表された。
avex ROYALBRATS（D.LEAGUE）
2023年6月に豊洲で行われた初のワンマンライブ「all Right Buddy! Phase ASOBIBA」のメインスポンサーを行うことが発表された。
同年10月には、23-24シーズンのプラチナスポンサー契約を締結したことが発表された。
その他
- 2024年4月1日付けで卓球選手の吉村真晴と所属契約を締結。
- 2024年度に開催される天皇杯 JFA 第104回全日本サッカー選手権大会を特別協賛。もっとも記憶に残る感動的なシーンを演出し、観客を熱狂と興奮に導き輝く表情を生み出した選手を表彰する「SCO GROUP Award」を授与する。

## 関連する人物
- 福田典子 - 元SCOグループ広報（元テレビ東京アナウンサー）